# Demandice
Demandice este o comună slovacă, aflată în districtul Levice din regiunea Nitra, pe malul râului Râul Búr⁠(d). Localitatea se află la altitudinea de 133 m deasupra n.m., se întinde pe o suprafață de 21,92 km2 și în 2017 număra 963 de locuitori.

## Istoric
Localitatea Demandice este atestată documentar din 1291.

## Demografie
| An:                | 1994 | 2004   | 2014   | 2024  |
| ------------------ | ---- | ------ | ------ | ----- |
| Număr de persoane: | 1031 | 1001   | 1000   | 915   |
| Diferență:         |      | −2,90% | −0,09% | −8,5% |

| An:                | 2023 | 2024   |
| ------------------ | ---- | ------ |
| Număr de persoane: | 919  | 915    |
| Diferență:         |      | −0,43% |